# San Vicente Palapa
San Vicente Palapa es una localidad del estado mexicano de Guerrero. Es parte del municipio de Tepecoacuilco de Trujano.

## Toponimia
El nombre «San Vicente» hace referencia al santo patrono de la localidad: Vicente Ferrer. El nombre «Palapa» proviene de los términos en náhuatl: palli, barro negro; apan, río. Su significado es «río de barro negro».

## Demografía
| Gráfica de evolución demográfica |
|                                  |

| Censo | Población |
| ----- | --------- |
| 1900  | 225       |
| 1910  | 298       |
| 1921  | 372       |
| 1930  | 375       |
| 1940  | 479       |
| 1950  | 688       |
| 1960  | 796       |
| 1970  | 1 040     |
| 1980  | 1 500     |
| 1990  | 1 578     |
| 2000  | 1 300     |
| 2010  | 1 130     |
| 2020  | 1 234     |